# Historische Stadtbefestigung von Plettenberg

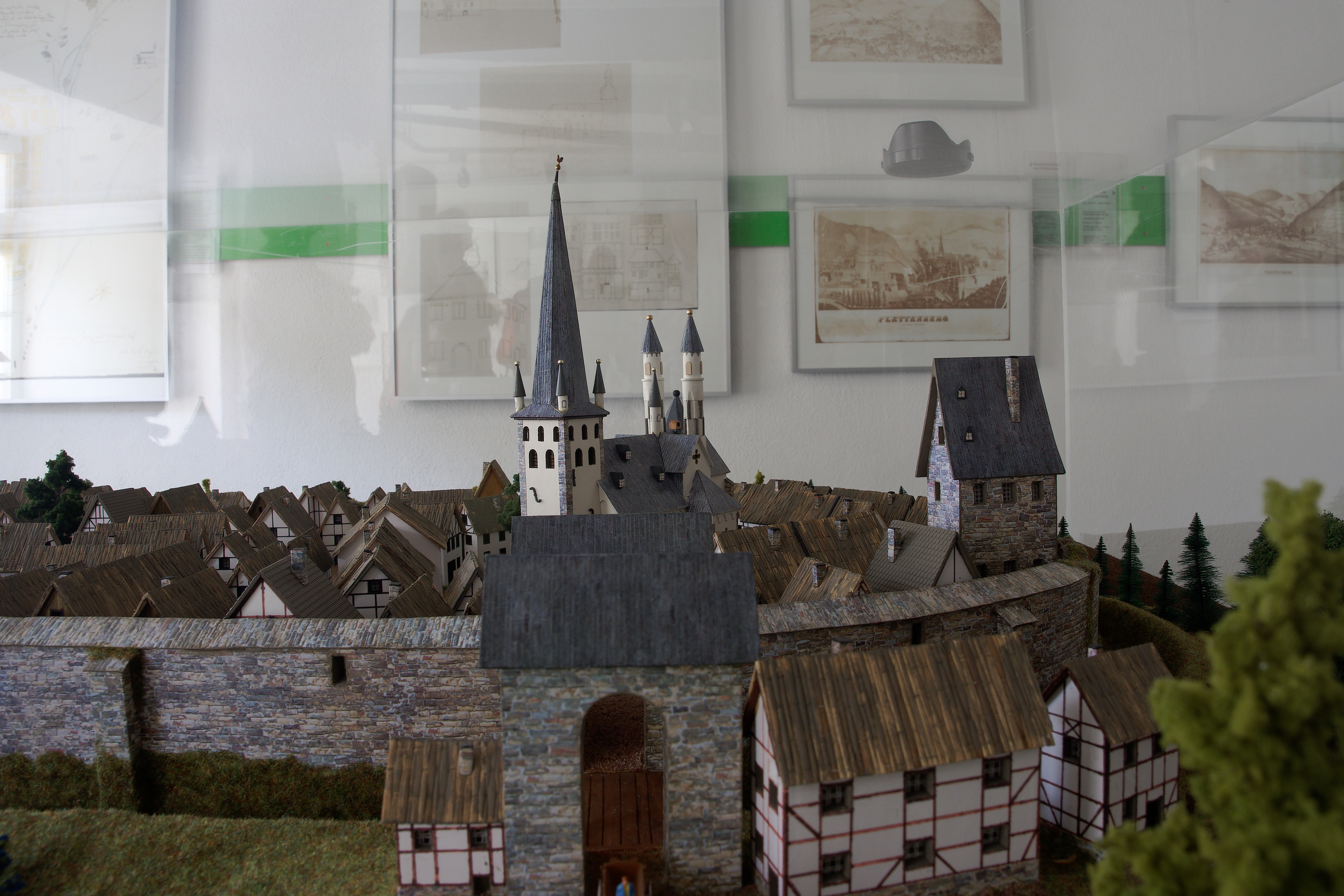
Das Stadtmodell im Heimathaus mit Stadtmauern

Die Stadtbefestigung von Plettenberg existierte vom Ende des 14. Jahrhunderts bis 1725. Noch heute lässt sich der Verlauf der Mauer gut nachvollziehen, da die Häuser – beispielsweise am Kirchplatz und an der Kirchstraße – auf den alten Grundrissen aus den Zeiten vor dem Stadtbrand 1725 und damit der Befestigung wieder aufgebaut wurden.
Als 1397 der Siedlung die Stadtrechte von Graf Dietrich II. von der Mark verliehen wurden, erhielt der Ort Plettenberg ein Stadtgericht, und es wurde ein Schutzwall um den Ort errichtet. Mutmaßlich wollte der Graf an den südlichen Grenzen seines Territoriums wieder ein militärisches Gleichgewicht herstellen.
Erst um 1500 wurde die Befestigung Plettenbergs (bis dahin eine Graben-Wall-Anlage mit Holzpalisaden) durch eine Stadtmauer ersetzt. Gleichzeitig wurde die Siedlung erheblich in Richtung Norden (entspricht dem heutigen Bereich Alter Markt und Untertor) vergrößert. Dieser neue Teil wurde ebenfalls mit einer Mauer umgeben und in den Befestigungsbereich einbezogen. Infolgedessen verlief ein älteres Teilstück mitten durch die Stadt und wurde abgetragen. Das alte Untertor blieb bis Ende des 17. Jahrhunderts stehen. Auch von mehreren Wehrtürmen in der Mauer blieben zwei bis 1725 erhalten.
Die Stadtbefestigung hatte zwei Tore: das Obertor und das Untertor. Das Obertor führte über eine Brücke über den Oesterbach auf die Straße Richtung Attendorn, das Untertor führte auf die Straße Richtung Arnsberg. 
Der Stadtkern um die Kirche lag tiefer als die Gebäude außerhalb der Mauer. Das war auch der Grund, warum die Stadtreinigung früher, als es noch keine Abwasserkanäle gab, auf sehr denkwürdige Weise vollzogen werden konnte: Zweimal in der Woche – und zusätzlich vor Feiertagen – wurde im Obergraben Wasser angestaut und anschließend in die Straßen der Innenstadt geleitet, wo die Anrainer per Gesetz zur Säuberung und Beseitigung des Unrates verpflichtet waren. Wer alleine an einem Straßenzug wohnte, musste die komplette Straße reinigen.
Nach dem großen Stadtbrand von 1725, bei dem alle Häuser innerhalb der Mauern zerstört wurden, wurden die Tore sowie weite Teile der Stadtmauer abgetragen und der alte Wassergraben, der auch zur Verteidigung diente, überbaut. Die Bewässerungsanlage wurde so umgestaltet, dass die Gräben den Abfluss der Abwässer ermöglichten und dass bei Bränden auf schnellstem Weg Wasser in die Stadt geleitet werden konnte.
Ein Modell im Heimathaus Plettenberg zeigt die Stadt vor 1725 mit den Stadtmauern.